# Association internationale pour une économie féministe
L'association internationale pour une économie féministe (en anglais : International Association for Feminist Economics ou IAFFE) est une association à but non lucratif, fondée en 1992 et vouée « à l'avancement de la recherche féministe portant sur les questions économiques » et à « l'éducation des économistes sur les points de vue féministes touchant les questions économiques ». 
En 1994, l'association crée Feminist Economics, une revue internationale.
L'association internationale pour une économie féministe devient, en 1997, une organisation non gouvernementale consultante auprès du conseil économique et social des Nations unies,.
Initialement composée d'universitaires, l'association compte aujourd'hui plus de 600 membres de différents types tels que des étudiants, des travailleurs des ONG, des militants et des décideurs, dans une soixantaine de pays.

## Personnalités liées
- Marsha K. Caddle, femme politique et économiste de la Barbade.